# Konken
Konken là một xã thuộc huyện Kusel, bang Rheinland-Pfalz, phía tây nước Đức. Xã Konken có diện tích 7,04 km², dân số thời điểm ngày 31 tháng 12 năm 2006 là 769 người.